# Mysidia costata
Mysidia costata är en insektsart som först beskrevs av Fabricius 1803.  Mysidia costata ingår i släktet Mysidia och familjen Derbidae. Inga underarter finns listade i Catalogue of Life.